# Julio Alberto
Julio Alberto Moreno Casas (né le 7 octobre 1958 à Candás) est un footballeur espagnol qui occupait le poste d'arrière latéral gauche.

## Carrière

### En club
Il a débuté dans les équipes de jeunes de l'Atlético de Madrid avant d'être prêté au Recreativo de Huelva. À la suite de son prêt, il s'impose dans l'équipe première de l'Atlético et y reste cinq saisons. En 1982, il rejoint le FC Barcelone où il reste jusque 1991 remportant de nombreux titres.

### En équipe nationale
Sa première sélection en équipe nationale a eu lieu le 29 février 1984 contre le Luxembourg. Il a joué 34 fois pour La Roja.
Il a fait partie de la sélection pour l'Euro 1984 où l'Espagne atteint la finale et pour la Coupe du monde 1986.

## Palmarès
- FC Barcelone :
  - Coupe des coupes : 1989
  - Championnat d'Espagne : 1984-1985, 1990-1991
  - Coupe du Roi : 1983, 1988, 1990
  - Supercoupe d'Espagne : 1983
  - Coupe de la ligue d'Espagne : 1983, 1986